# Mednarodna kolesarska zveza
Mednarodna kolesarska zveza (Union Cycliste Internationale - UCI) je profesionalna kolesarska zveza s sedežem v mestu Aigle (Švica). 14. aprila 1900 so jo ustanovile nacionalne kolesarske zveze Belgije, Francije, Italije, Švice in Združenih držav. 
Je krovni organ za organizacijo in klasifikacijo mednarodnih kolesarskih tekmovanj, ki poleg tega podeljuje licence kolesarjem ter razsoja v dopinških primerih.